# 山﨑晃嗣
山﨑 晃嗣（やまさき こうじ、1996年2月27日 - ）は、日本のホッケー選手。 BlueSticks SHIGA 所属。ポジションはFW。

## 来歴
1996年2月27日、広島県に生まれる。広島市立亀崎中学校、島根県立横田高等学校、山梨学院大学卒業。
2018年ジャカルタ・アジア大会のホッケー競技で日本代表として出場し、チームの優勝に貢献した。また2021年、2020年東京五輪で、初めてオリンピックに出場した。

## メディア出演
- 世界の果てまでイッテQ! - 2022年10月9日放送分。『ロッチ中岡のQtube』でミッチー・スローンとともに出演[4]。